# Gildo Vilanculos
Gildo Lourenço Vilanculos znany jako Gildo Vilanculos (ur. 31 stycznia 1995 w Beirze) – mozambicki piłkarz grający na pozycji prawego pomocnika. Od 2022 jest zawodnikiem klubu Sporting Covilhã.

## Kariera klubowa
Swoją karierę piłkarską Gildo rozpoczął w klubie Ferroviário Beira. W 2014 roku zadebiutował w jego barwach w pierwszej lidze mozambickiej. W debiutanckim sezonie zdobył z nim Puchar Mozambiku, a w sezonie 2016 wywalczył z nim mistrzostwo kraju.
W 2017 roku Gildo został piłkarzem CS Marítimo. Początkowo grał w jego rezerwach, a następnie stał się członkiem pierwszego zespołu. 20 sierpnia 2017 zadebiutował w nim w pierwszej lidze portugalskiej w wygranym 1:0 domowym meczu z Boavistą. Na początku 2018 wypożyczono go do Realu SC, a w sezonie 2018/2019 do Amory FC. W sezonie 2019/2020 ponownie grał w rezerwach Marítimo. W latach 2020–2022 znów był piłkarzem Amory FC.
Latem 2022 Gildo przeszedł do drugoligowego klubu Sporting Covilhã. Swój debiut w nim zaliczył 7 sierpnia 2022 w zwycięskim 1:0 wyjazdowym meczu z FC Porto B.
| Sezon   | Klub              | Kraj       | Rozgrywki       | Mecze | Bramki |
| ------- | ----------------- | ---------- | --------------- | ----- | ------ |
| 2014    | Ferroviário Beira | Mozambik   | Moçambola       | ?     | ?      |
| 2015    | Ferroviário Beira | Mozambik   | Moçambola       | ?     | ?      |
| 2016    | Ferroviário Beira | Mozambik   | Moçambola       | ?     | ?      |
| 2016/17 | CS Marítimo B     | Portugalia | Liga 3          | 9     | 0      |
| 2017/18 | CS Marítimo       | Portugalia | Primeira Liga   | 3     | 0      |
| 2017/18 | Real SC           | Portugalia | Liga Portugal 2 | 12    | 0      |
| 2018/19 | Amora FC          | Portugalia | Liga 3          | 23    | 5      |
| 2019/20 | CS Marítimo B     | Portugalia | Liga 3          | 24    | 5      |
| 2020/21 | Amora FC          | Portugalia | Liga 3          | 25    | 5      |
| 2021/22 | Amora FC          | Portugalia | Liga 3          | 28    | 8      |
| 2022/23 | Sporting Covilhã  | Portugalia | Liga Portugal 2 | 21    | 1      |

## Kariera reprezentacyjna
W reprezentacji Mozambiku Gildo zadebiutował 29 marca 2015 roku w wygranym 2:1 towarzyskim meczu z Botswaną, rozegranym w Lobatse. W 2024 roku został powołany do kadry na Puchar Narodów Afryki 2023. W tym turnieju zagrał w trzech spotkaniach grupowych: z Egiptem (2:2), z Republiką Zielonego Przylądka (0:3) i z Ghaną (2:2).